# Carte en relief

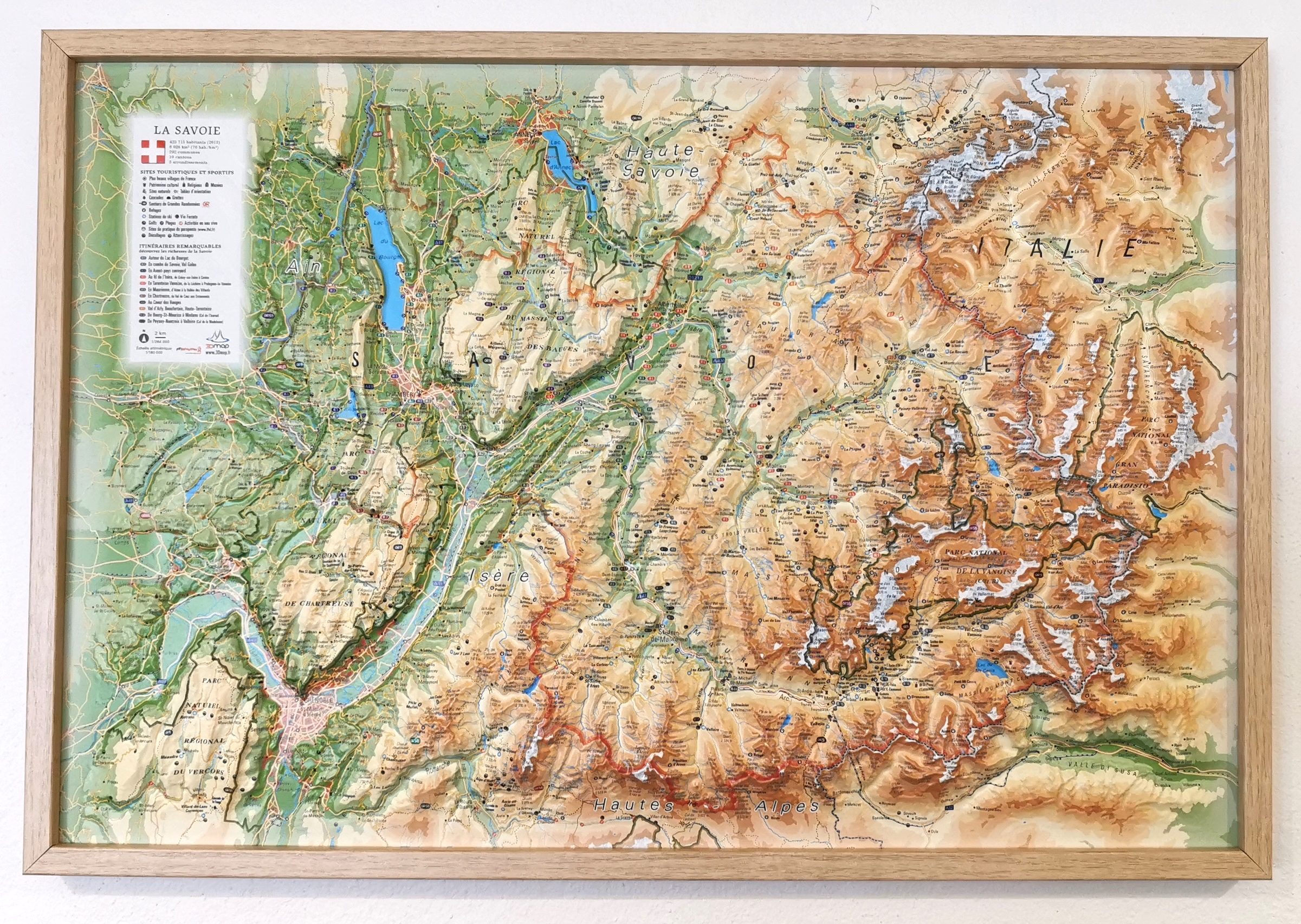
Carte en relief de la Savoie

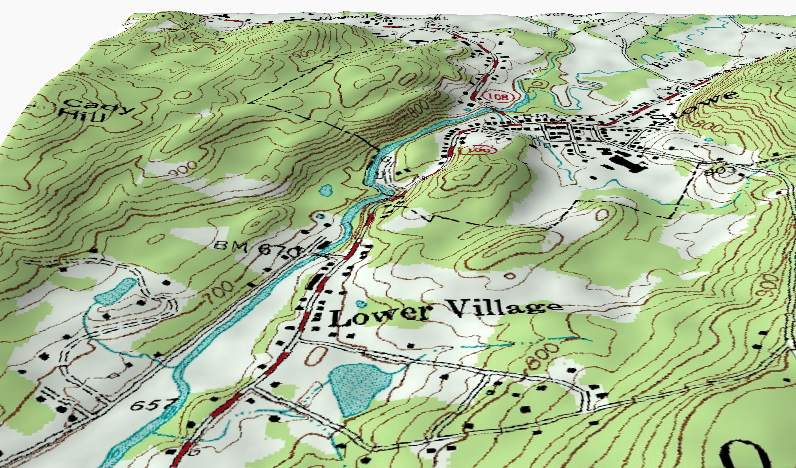
Exemple de carte topographique en relief

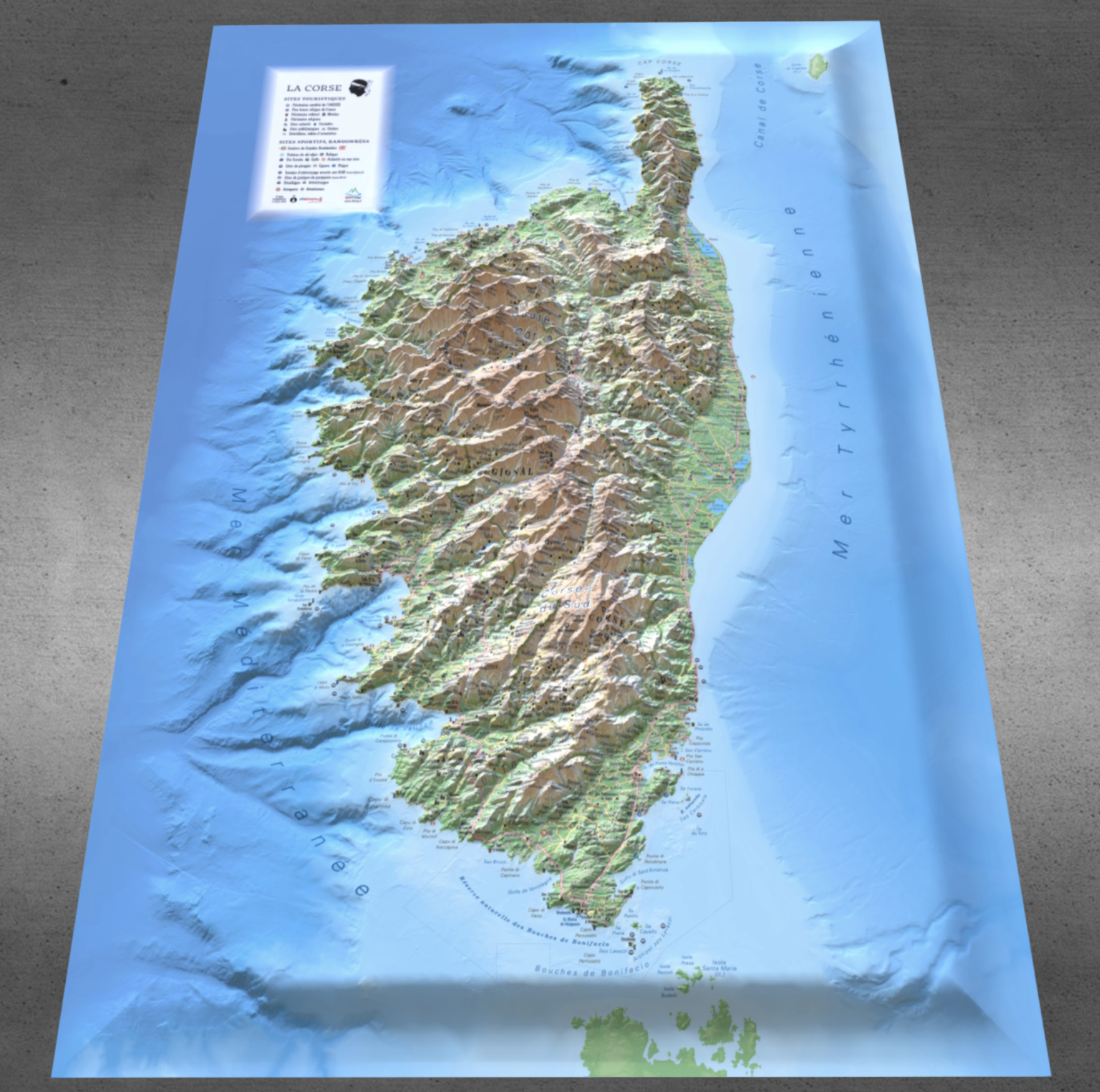
Modélisation 3D d'une carte en relief avant sa fabrication en série (carte de Corse)

Une carte en relief est une carte imprimée sur un support plastique (souvent du PVC) qui est thermoformé afin de lui faire épouser les formes du relief de la région cartographiée.
Selon les régions, il peut y avoir une exagération du relief, parfois jusqu'à un facteur 10 entre échelle altimétrique et échelle planimétrique sur certaines cartes couvrant des zones peu accidentées.

## Histoire
Les premières cartes en relief furent utilisées en Chine au IIIe siècle av. J.-C.

## Technique de production
Tout d'abord, il faut imprimer sur les feuilles de PVC un fond cartographique classique, et laisser l'encre sécher. Cette opération peut s'avérer délicate : s'il n'y a pas une bonne adéquation entre l'encre et le support plastique, il peut y avoir du maculage. L'encre doit résister aux contraintes thermiques du thermoformage.
Un fichier numérique contenant les informations d'altitudes, un modèle numérique de terrain (MNT), est ensuite utilisé pour générer un modèle 3D. Le modèle 3D est ensuite retravaillé avec un logiciel de FAO pour piloter une fraiseuse afin de créer une matrice en résine. Celle-ci est donc la reproduction du relief de la région, en 3 dimensions et à l'échelle. De plus, elle est percée de petits trous pour permettre de faire le vide entre la feuille et la matrice.
Ensuite, il faut placer une feuille de PVC sur le châssis d'une thermoformeuse, au-dessus de la matrice. La feuille est tétonnée de manière à être bien repérée par rapport au châssis. Elle est ensuite chauffée à plus de 180°, d'autant plus fort que la pente est forte. Puis la matrice en résine est remontée sous la feuille, et le vide se fait. La feuille est aspirée sur la matrice, épousant parfaitement ses formes. 
Toute la difficulté du travail consiste à trouver le bon réglage de chauffe pour que : 
- la feuille ne se plisse pas dans les zones de mer (particulièrement difficile s'il y a à la fois mer et montagne sur la carte),
- les zones de crête (cartographiquement parlant) se trouvent effectivement sur les reliefs de crêtes,
- les zones de vallée soient bien au fond des vallées,
- les lacs et les mers soient rigoureusement plats.

Pour finir le travail, la feuille est massicotée ou bien détourée au moyen d'une presse ou d'un plotter de découpe.